# 虚飾

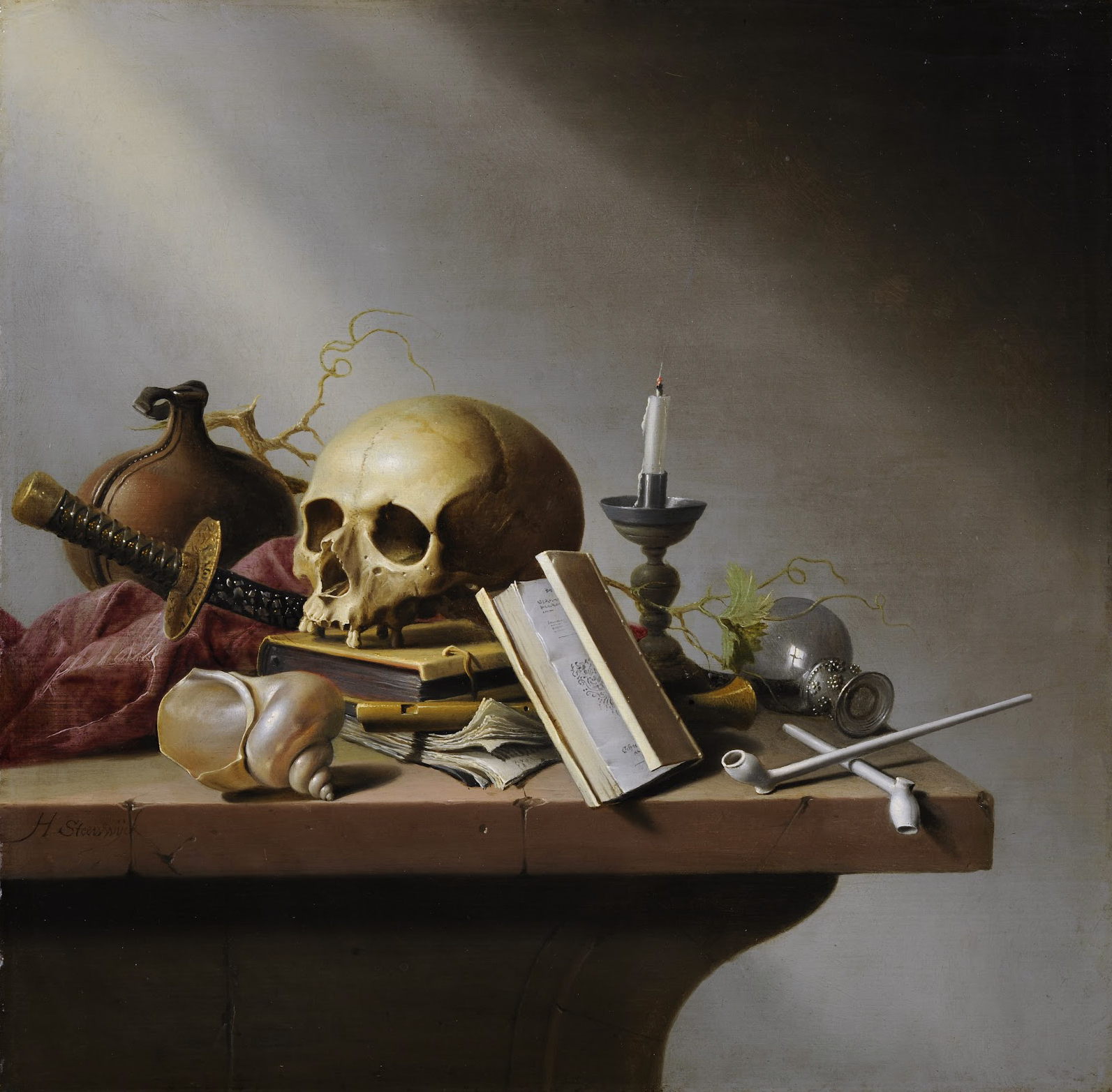
『ヴァニタス』（Vanitas）、ハルメン・ステーンウェイク。16世紀から17世紀にかけて、知識、財貨、美しさ等の象徴、そして寿命の象徴、それらの上に死の象徴である頭蓋骨を描く『ヴァニタス』と呼ばれる人生の空しさを表現するモチーフが流行した

虚飾（きょしょく、英語: Vanity）とは、他者に自己を良いように見てほしいため、うわべや体裁を整えること。周囲から自己をよく見てもらおうと無理をすること。実質を伴わない上辺だけの飾り。虚栄、見栄（みえ）ともいう。14世紀以前では、ナルシシズムの要素は無く、単に無価値（futility）を意味していた。
　

## 概要
哲学の分野では、虚飾は利己主義と傲慢という広い意味を持っている。フリードリヒ・ニーチェ等の哲学者が虚飾について言葉を残している。
今日の多くの宗教では、虚飾は自己崇拝として考えられている。自分のイメージのために、神の偉大さに自らの自己をなぞらえ、そしてこれより分離し、長い時間の中で神と神の恩寵から離れていくとされる。キリスト教の教えでは、虚飾は七つの大罪の一つ傲慢の一例と考えられている。

### 象徴性
西洋美術では、虚栄心を多くの場合聖書の大淫婦バビロンや孔雀によって表される。ルネサンス期、虚栄心はソファの上に着席または横たわる裸の女性としてあらわされた。彼女は髪に櫛を身に着け鏡と共に描かれた。鏡は時々悪魔や天使によって保持されている。虚栄心のシンボルは宝石、金貨、財布、そして多くの場合、それらや自身の死が含まれる。

## コヘレトの言葉（伝道の書）
旧約聖書のコヘレトの言葉（伝道の書）では、空(Vanity)が繰り返し記され、人生の空しさが述べられる。

- 伝道者は言う、空の空、空の空、いっさいは空である。(1.2)
- 金銭を好む者は金銭をもって満足しない。富を好む者は富を得て満足しない。これもまた空である。(5.10)
- 人が多くの年、生きながらえ、そのすべてにおいて自分を楽しませても、暗い日の多くあるべきことを忘れてはならない。すべて、きたらんとする事は皆空である。(11.8)

—s:伝道の書(口語訳)

## 七つの大罪
vaingloryは、しばしば虚栄心の古代の同義語と見なされているが、こちらはもとは無駄な誇り、すなわち根拠のない自慢を意味していた。
七つの大罪の前身とも言えるevil thoughts（枢要罪？）のひとつがVanagloria（vainglory）である。AD 590年、グレゴリウス1世により、枢要罪が八つから七つに改正され、「虚飾」が「傲慢｣の一部として考えられた。また、同時に枢要罪の「怠惰｣と「憂鬱｣も同一化され、「嫉妬」が追加されることで現在の七つの大罪となっている。

## 関連用語
- グロリア - （ラテン語：gloria）は、多くの場合栄光を意味するが、しばしば自慢などの否定的な意味合いで使われていた[9]。
- ヴァニタス - 人生の空しさを表した芸術のモチーフ
- 虚栄の焼却 - 15世紀ごろのフィレンツェで虚飾のドレス等が祭りでかがり火として燃やされた。
- ヒュブリス - 神に対する侮辱や無礼な行為などへと導く極度の自尊心や自信を意味する。
- 依存症
- ファサード